# Nidaa Badwan
Nidaa Badwan (Abu Dhabi, 17 aprile 1987) è un'artista e fotografa palestinese con cittadinanza italiana nata negli Emirati Arabi Uniti.

## Carriera
Badwan è nota per la sua protesta artistica e pacifica riguardante la condizione del suo popolo e per le mostre internazionali a lei dedicate dove è stata presentata l'opera 100 Days of Solitude, composta di autoritratti fotografici che dal 13 novembre 2013 la ritraggono per venti mesi nella sua stanza durante l'esilio autoimposto per protestare contro le gravi violenze subite da parte dei miliziani di Hamas che le contestavano il mancato uso del velo.
La sua storia, riportata in un'intervista al New York Times, l'ha fatta conoscere a livello internazionale, citata da numerosi altri quotidiani e riviste (in Italia da Avvenire, Corriere della Sera, Il Fatto Quotidiano, L'Espresso e molti altri). Anche alcune testate televisive hanno proposto la sua storia, come ZDF, France24 e Sky Arte. Dopo gli anni della Palestina si è trasferita nella Repubblica di San Marino, dove ha svolto anche il lavoro di docente universitaria presso l'Università del Design della Repubblica di San Marino. Ora, l'artista vive in Italia. Le sue mostre hanno girato e stanno girando il mondo: dopo la prima a Gerusalemme, numerose mostre in Italia, San Marino, Danimarca, Germania, U.S.A., Spagna, Emirati Arabi.
Nel 2016 è stata selezionata per il The 2016 Sovereign Middle East & North Africa Art Prize Finalists, un premio ai 30 migliori artisti del mondo arabo. Nel 2017 è stata relatrice al convegno dell’UNESCO, svoltosi a Cartagine (Tunisia). Sempre nel 2017 il Comune di Monte Grimano Terme (Pesaro-Urbino), cittadina inserita tra i Borghi più belli d’Italia, ha concesso uno spazio nel proprio centro storico come “nuova stanza” di Nidaa. L'inaugurazione è avvenuta alla presenza di numerose autorità, tra le quali il Console di Palestina in Italia. Lo spazio viene restituito all'inizio del 2019 con l'avvento della nuova amministrazione comunale. 
Nel 2019 il suo nome entra nella Walk of Fame di Montecatini Terme, con una borchia a lei dedicata.
Dopo una pausa forzata dovuta al lockdown degli anni della pandemia e della conseguente crisi del mondo della cultura, Nidaa ritorna in pubblico nel 2022 come docente per alcuni workshop presso l'Accademia di Belle Arti di Napoli nel progetto "Frontiere Creative".
Nel 2024 vince il prestigioso "Premio Pannaggi", consegnato alla vincitrice in occasione dell’inaugurazione della sua mostra personale "The Saving Light", allestita al piano nobile dei Musei Civici di Palazzo Buonaccorsi di Macerata.